# Kamienica Karola Bagieńskiego w Warszawie
Kamienica Karola Bagieńskiego – zabytkowa kamienica znajdująca się przy ul. Chmielnej 122 w Warszawie.

## Opis
Kamienica została wzniesiona w latach 1913−1914. Składa się z siedmiokondygnacyjnego budynku frontonowego oraz identycznej wysokości oficyn.
W okresie międzywojennym w kamienicy mieszkali m.in. bracia Artur i Henryk Gold, co upamiętnia tablica znajdująca się na budynku.
W czasie remontów po 1945 wystrój fasady został znacznie zubożony. W przejedźcie bramnym zachowały się odboje, a na ścianie oficyny poprzecznej − drewniana kapliczka skrzynkowa.
W 2007 budynek został wpisany do rejestru zabytków.